# Carex schiedeana
Carex schiedeana är en halvgräsart som beskrevs av Gustav Kunze. Carex schiedeana ingår i släktet starrar, och familjen halvgräs. Inga underarter finns listade i Catalogue of Life.